# Endre Tilli
Endre Tilli (* 15. August 1922 in Budapest; † 14. August 1958 in Shannon, Irland) war ein ungarischer Fechter.

## Erfolge
Endre Tilli gewann bei Weltmeisterschaften zunächst 1953 in Brüssel und 1954 in Luxemburg mit der Mannschaft die Bronzemedaille, ehe er mit dieser 1955 in Rom Silber gewann und schließlich 1957 in Paris Weltmeister wurde. Er nahm zweimal an Olympischen Spielen teil. 1952 in Helsinki belegte er in der Einzelkonkurrenz den neunten Rang und zog mit der ungarischen Equipe in die Finalrunde ein. Dort unterlag die Mannschaft zwar Frankreich und Italien, dank eines Siegs gegen Ägypten wurde Tilli gemeinsam mit Tibor Berczelly, Aladár Gerevich, Lajos Maszlay, József Sákovics und Endre Palócz aber letztlich Dritter und erhielt die Bronzemedaille. Bei den Olympischen Spielen 1956 in Melbourne erreichte er im Mannschaftswettbewerb abermals die Finalrunde, in der Ungarn erneut gegen Frankreich und Italien das Nachsehen hatte. Das Gefecht um die Bronzemedaille entschied die Equipe, die neben Tilli noch aus Mihály Fülöp, József Gyuricza, József Marosi, József Sákovics und Lajos Somodi bestand, gegen die Vereinigten Staaten mit 9:5 für sich.